# MB-02
MB-02 – prototyp wyścigowy, zaprojektowany i skonstruowany przez Macieja Bogusławskiego i używany przez niego w sezonie 1983 Wyścigowych Samochodowych Mistrzostw Polski.

## Historia
Po skonstruowaniu udanego BG 1600 Maciej Bogusławski postanowił zbudować nowy prototyp, MB-02. Samochód w dużej mierze opierał się na częściach Promota-Raka 67, z którego wykorzystano ramę, zawieszenie, koła, skrzynię biegów oraz układ hamulcowy i kierowniczy. Wykorzystano silnik FIAT o pojemności 1,8 litra, pozwalający rozpędzić się do 220 km/h. Samochód uległ pożarowi, ale został odbudowany. Uczestniczył w roku 1983, zdobywając drugie miejsce w Toruniu. W 1984 roku został zastąpiony przez MB-03. Na początku XXI wieku został zezłomowany.

## Wyniki w WSMP
| Legenda oznaczeń w tabelach wyników Wyświetl szablon na nowej stronie | Legenda oznaczeń w tabelach wyników Wyświetl szablon na nowej stronie                                                                     |
| Oznaczenie                                                            | Wyjaśnienie |
| --------------------------------------------------------------------- | --- |
| Złoty                                                                 | Zwycięzca lub mistrzostwo |
| Srebrny                                                               | 2. miejsce lub wicemistrzostwo |
| Brązowy                                                               | 3. miejsce lub II wicemistrzostwo |
| Zielony                                                               | Ukończył, punktował (w klasyfikacji generalnej, gdy zdobył co najmniej jeden punkt na przestrzeni sezonu, poza trzema powyższymi opcjami) |
| Niebieski                                                             | Ukończył, nie punktował (w klasyfikacji generalnej, gdy nie zdobył co najmniej jednego punktu na przestrzeni sezonu)                      |
| Czerwony                                                              | Nie zakwalifikował się (NZ) |
| Czerwony                                                              | Nie prekwalifikował się (NPK) |
| Różowy                                                                | Nie ukończył (NU) |
| Różowy                                                                | Niesklasyfikowany (NS) (w klasyfikacji generalnej, gdy nie został sklasyfikowany w żadnym wyścigu sezonu)                                 |
| Czarny                                                                | Zdyskwalifikowany (DK) |
| Czarny                                                                | Wykluczony (WYK/EX) |
| Biały                                                                 | Nie wystartował (NW) |
| Biały                                                                 | Kontuzjowany (K/INJ) |
| Biały                                                                 | Wyścig odwołany (OD/C) |
| Bez koloru                                                            | Został wycofany (WYC/WD) |
| Bez koloru                                                            | Nie przybył (NP/DNA) |
| Bez koloru                                                            | Nie brał udziału w treningach (NT/DNP) |
| Bez koloru                                                            | Nie został zgłoszony (–) |
| Pogrubienie                                                           | Start z pole position |
| Kursywa                                                               | Najszybsze okrążenie wyścigu |
| †                                                                     | Nie ukończył, ale jego rezultat został zaliczony ze względu na przejechanie więcej niż 90% dystansu wyścigu.                              |
| *                                                                     | Sezon w trakcie |
| 1/2/3                                                                 | Punktowana pozycja w sprincie kwalifikacyjnym                                                                                             |
| Lista systemów punktacji Formuły 1                                    | |

| Sezon | Zespół                        | Silnik | Kierowcy           | Wyniki w poszczególnych eliminacjach | Wyniki w poszczególnych eliminacjach | Wyniki w poszczególnych eliminacjach | Wyniki w poszczególnych eliminacjach | Wyniki kierowców | Wyniki kierowców |
| 1983  |                               |        |                    | Polska                               | Polska                               | Polska                               | Polska                               | Pkt.             | Msc.             |
| ----- | ----------------------------- | ------ | ------------------ | ------------------------------------ | ------------------------------------ | ------------------------------------ | ------------------------------------ | ---------------- | ---------------- |
| 1983  | Autoklub Rzemieślnik Warszawa | FIAT   | Maciej Bogusławski | NU                                   | 5                                    | 2                                    | NU                                   | 86               | 3                |